# ایزرائیل بروسارد
اَشعیا ایزرائیل آدامز معروف به ایزرائیل بروسارد (انگلیسی: Israel Broussard؛ زادهٔ: (۲۲ اوت ۱۹۹۴) ). هنرپیشه اهل ایالات متحده آمریکا است. 
وی از سال ۲۰۱۰ میلادی تاکنون مشغول فعالیت بوده‌است. 
از فیلم‌های که وی در آن نقش داشته‌است می‌توان به روز مرگت مبارک، تلنگر، تقدیم به همه پسرانی که عاشقشان بودم  و  روز مرگت مبارک ۲ اشاره کرد.